# St. Nikolaus (Preuntsfelden)

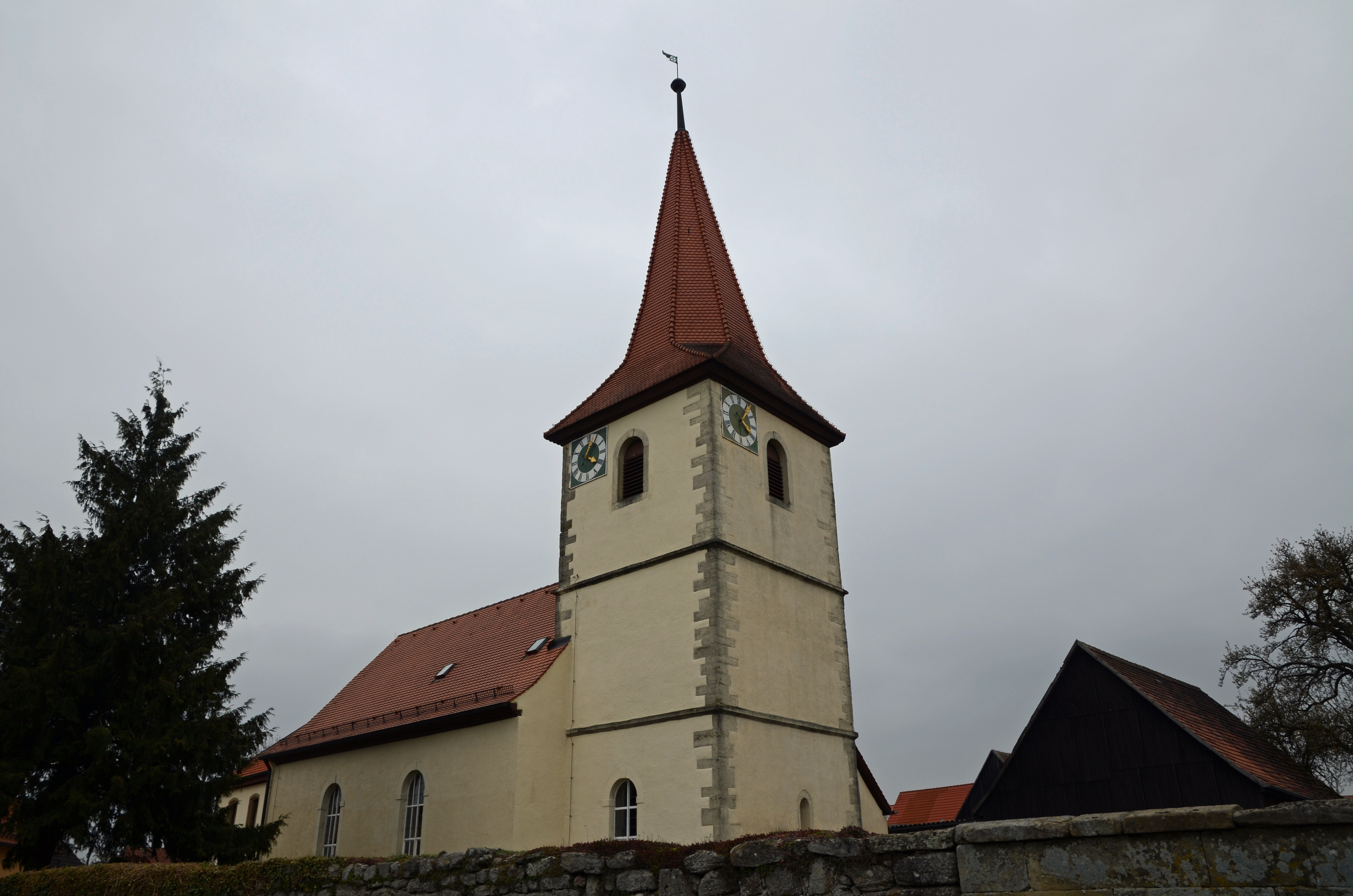
St. Nikolaus in Preuntsfelden

Die denkmalgeschützte, evangelisch-lutherische Filialkirche St. Nikolaus steht in Preuntsfelden, einem Gemeindeteil der Gemeinde Windelsbach im Landkreis Ansbach (Mittelfranken, Bayern). Die Kirche ist unter der Denkmalnummer D-5-71-225-36 als Baudenkmal in der Bayerischen Denkmalliste eingetragen. Die Kirche gehört zur Pfarrei Windelsbach im Dekanat Rothenburg ob der Tauber im Kirchenkreis Ansbach-Würzburg der Evangelisch-Lutherischen Kirche in Bayern.

## Beschreibung
Die Saalkirche wurde unter dem Kirchenpatronat der Kommende Virnsberg errichtet. Der Chorturm auf quadratischem Grundriss stammt im Kern aus dem 13. Jahrhundert. Er ist mit Ecksteinen versehen und durch Gesimse in drei Geschosse gegliedert, das oberste beherbergt die Turmuhr und den Glockenstuhl, und mit einem achtseitigen Knickhelm bedeckt. Das Langhaus wurde nach einem Brand erweitert wieder aufgebaut. Der Innenraum des Chors, d. h. das Erdgeschoss des Chorturms, ist mit einem Kreuzrippengewölbe auf Konsolen überspannt, der des Langhauses, in dem sich Emporen an zwei Seiten befinden, mit einer Flachdecke. Über dem Chorbogen befindet sich das Wappen des Deutschen Ordens. Zur Kirchenausstattung gehören der um 1730 gebaute Altar und die Kanzel vom Ende des 18. Jahrhunderts. Die 2003 von Jürgen Lutz gebaute Orgel hat acht Register, ein Manual und Pedal.